# Heather Lind
Heather Lind, född 22 mars 1983 i Upland i Delaware County, Pennsylvania, är en amerikansk skådespelare.
Lind har bland annat medverkat i TV-serierna Turn (2014–2017) och Pantheon från 2022. Hon har även medverkat i filmen Demolition från 2015.

## Filmografi (i urval)
- 2014-2017: Turn
- 2015: Demolition
- 2022: Pantheon